# Tabela krzyżowa
Tabela krzyżowa, tabela kontyngencji (częściej tablica kontyngencji), tabela wielodzielcza (przy dwóch wskaźnikach tabela dwudzielcza) – tabela przedstawiająca łączny rozkład dwóch lub większej liczby zmiennych.
Ponieważ tabela krzyżowa opisuje jednocześnie rozkład dwóch lub większej liczby zmiennych, prezentowana jest zwykle w postaci macierzowej (natomiast zwykły rozkład częstości informuje o rozkładzie jednej zmiennej). Każda komórka pokazuje liczbę respondentów, którzy udzielili określonej kombinacji odpowiedzi.
Poniżej przedstawiony jest przykład tablicy kontyngencji o rozmiarze 2 × 3. Zmienna potencjał konsumpcyjny ma trzy kategorie: zje dużo, zje mało, nic nie zje. Kategorie są wzajemnie rozłączne i wyczerpujące, więc wartości w kolumnach sumują się do 100%. Druga zmienna poziom głodu posiada dwie kategorie: głodny, najedzony. W tym przypadku wartości w wierszach nie muszą sumować się do 100%. Każda z komórek odzwierciedla procent respondentów posiadających daną kombinację cech.
| Poziom głoduPotencjał konsumpcyjny | Głodny | Najedzony |
| ---------------------------------- | ------ | --------- |
| zje dużo                           | 70%    | 5%        |
| zje mało                           | 25%    | 35%       |
| nic nie zje                        | 5%     | 60%       |
Tablice krzyżowe są często używane ponieważ:
- są łatwe do zrozumienia, także dla osób nierozumiejących bardziej wyszukanych miar
- mogą być używane w przypadku zmiennych mierzonych na dowolnym poziomie: nominalnym, porządkowym, interwałowym czy ilorazowym – tablice krzyżowe traktują wszystkie dane tak, jakby były mierzone na poziomie nominalnym
- łatwiej zauważyć związki między zmiennymi, analizując taką tablicę zamiast oddzielnych statystyk
- rozwiązują problem braków danych.

## Współczynniki siły związku stosowane przy analizie tabel krzyżowych
- statystyka chi-kwadrat
- współczynnik korelacji rang Spearmana
- współczynnik kontyngencji
- współczynnik V Craméra
- współczynnik lambda
- tau Kendalla, w tym jego wersje (tau b, tau c)
- współczynnik gamma
- współczynnik fi
- współczynnik Q Yule’a